# Giro de Lombardía 1911
La Vuelta a Llombardia 1911 fue la 7.ª edición de la Giro de Lombardía. Esta carrera ciclista organizada por La Gazzetta dello Sport se disputó el 5 de noviembre de 1911 con salida a Milán y llegada a Sesto San Giovanni después de un recorrido de 232 km.
Participaron los equipos Senior-Polack, Legnano, Peugeot, Bianchi, Fiado, Torino, Alcyon-Dunlop, Atala-Dunlop y La Française-Diamante
La competición fue ganada por el francés Henri Pélissier por delante del ganador del año anterior Giovanni Micheletto (Bianchi) y del belga Cyrille van Hauwaert (La Française-Diamante).

## Desarrollo
El recorrido de la prueba se hace en grupo. Sólo las averías y punzadas provocan que los corredores perdiesen contacto con el grupo principal cómo es el caso de Émile Georget, Charles Crupelandt, Georges Passerieu, Octave Lapize y Enrico Verde. La victoria se decide en un esprint masivo donde se impone Henri Pélissier a Giovanni Micheletto y Cyrille Van Hauwaert. La llegada de tantos corredores juntos hace imposible la clasificación de todos ellos. Así las posiciones cuarta y séptima se dan ex-aqueo entre varios ciclistas.

## Clasificación general
| Posición | Ciclista             | Equipo               | Tiempo     |
| -------- | -------------------- | -------------------- | ---------- |
| 1        | Henri Pélissier      | Individual           | 7h 34' 30" |
| 2        | Giovanni Micheletto  | Bianchi              | m. t.      |
| 3        | Cyrille Van Hauwaert | La Française-Diamant | m. t.      |
| 4        | Maurice Brocco       | Alcyon-Dunlop        | m. t.      |
| 4        | Carlo Durando        | Torino               | m. t.      |
| 4        | Leopoldo Torricelli  | Individual           | m. t.      |
| 7        | Georges Tribouillard | Individual           | m. t.      |
| 7        | Carlo Galetti        | Bianchi              | m. t.      |
| 7        | Emilio Chironi       | Individual           | m. t.      |
| 7        | Dario Beni           | Bianchi              | m. t.      |
| 7        | Pierino Albini       | Atala-Dunlop         | m. t.      |
| 12       | Luigi Ganna          | Atala-Dunlop         | + 5"       |